# Werner Heyberger
Werner Heyberger (* 5. November 1880 in Ulm; † gefallen 17. Dezember 1914 bei Bixschoote in Westflandern) war ein deutscher Architekt.

## Biografie
Heyberger war der Sohn des Gregor Heyberger (* Ludwigsburg 12. April 1841, † Ulm 18. Februar 1905), Zeichenlehrer und Bildhauer, als Professor angestellt an der städtischen „gewerblichen Fortbildungsschule“ in Ulm, aus dessen zweiter Ehe Ulm 6. Mai 1875 mit Amalie Hagel. Der Taufname Heybergers war Gregor Werner.
Heyberger studierte Architektur an der Technischen Hochschule Stuttgart. Danach war er Mitglied der Architektengemeinschaft von August Abbehusen und Otto Blendermann in Bremen. Hier entwarf er Wohn- und Geschäftshäuser. Von 1909 bis 1912 entstand nach seinen Plänen das Altenheim Egestorff-Stiftung am Stiftungsweg 2 in Bremen-Osterholz. Das von ihm um 1910 entworfene Geschäftshaus Beye und Fahl am Ostertorsteinweg Nr. 1/2 steht unter Denkmalschutz. Auch eine Brücke aus Klinker im Bürgerpark Bremen wurde von ihm geplant.
Heyberger blieb unverheiratet, wurde 1914 zum Kriegsdienst eingezogen und starb 33-jährig bei Bixschoote in Westflandern im Zusammenhang mit der Ersten Flandernschlacht.

## Werke
- 1909–1912: Egestorff-Stiftung, Stiftungsweg 2, Bremen (mit Diedrich Luley)[3]
- 1910: Wohn- und Geschäftshaus, Ostertorsteinweg 1–2[4][5]
- 1911: Alfred-Hoffmann-Brücke[6]